# Кимихюр
Кимихюр — упразднённое село в Курахском районе Дагестана. На момент упразднения входило в состав Хюрехюрского сельсовета. В 1953 году в плановом порядке жители села были переселены в село Куллар Дербенского района.

## География
Располагалось на правом берегу реки Кочхюрчай, у подножья горы Текиндаг, в 4,5 км к северо-западу от села Кочхюр.

## История
До вхождения Дагестана в состав Российской империи селение входило в состав Курахского магала Кюринского ханства. После присоединения ханства к Российской империи числилось в Хюрехюрском сельском обществе Курахского наибства Кюринского округа Дагестанской области. В 1895 году селение состояло из 30 хозяйств.По данным на 1926 год село состояло из 45 хозяйств. В административном отношении являлось центром Кимихюрского сельсовета Курахского района. В 1930-е годы создан колхоз имени Буденного. В 1951 году центр сельсовета был перенесен в село Хюрехюр. В 1953 году в плановом порядке жители села были переселены в село Куллар.

## Население
| Год       | 1895 | 1908 | 1926 | 1939 |
| --------- | ---- | ---- | ---- | ---- |
| Население | 229  | 215  | 210  | 154  |

По данным Всесоюзной переписи населения 1926 года, в национальной структуре населения лезгины составляли 100 %